# Settimo Milanese
Settimo Milanese (bis 1862 einfach Settimo) ist eine Gemeinde mit 19.901 Einwohnern (Stand 31. Dezember 2023) in der Metropolitanstadt Mailand, Region Lombardei. 
Die Nachbarorte von Settimo Milanese sind Rho, Mailand, Cornaredo und Cusago.

## Bevölkerungsentwicklung
Settimo Milanese zählt 6.994 Privathaushalte. Zwischen 1991 und 2001 stieg die Einwohnerzahl von 15.036 auf 17.134. Dies entspricht einem prozentualen Zuwachs von 14,0 %.